# BMW F25
La BMW F25 è la seconda generazione della BMW X3, un'autovettura di tipo SUV di fascia alta prodotta dalla casa automobilistica tedesca BMW dal 2010 al 2017.

## Profilo

### Debutto
La X3 F25 è stata presentata al salone di Parigi nell'autunno del 2010 e va a sostituire la precedente generazione della X3.

### Design ed interni

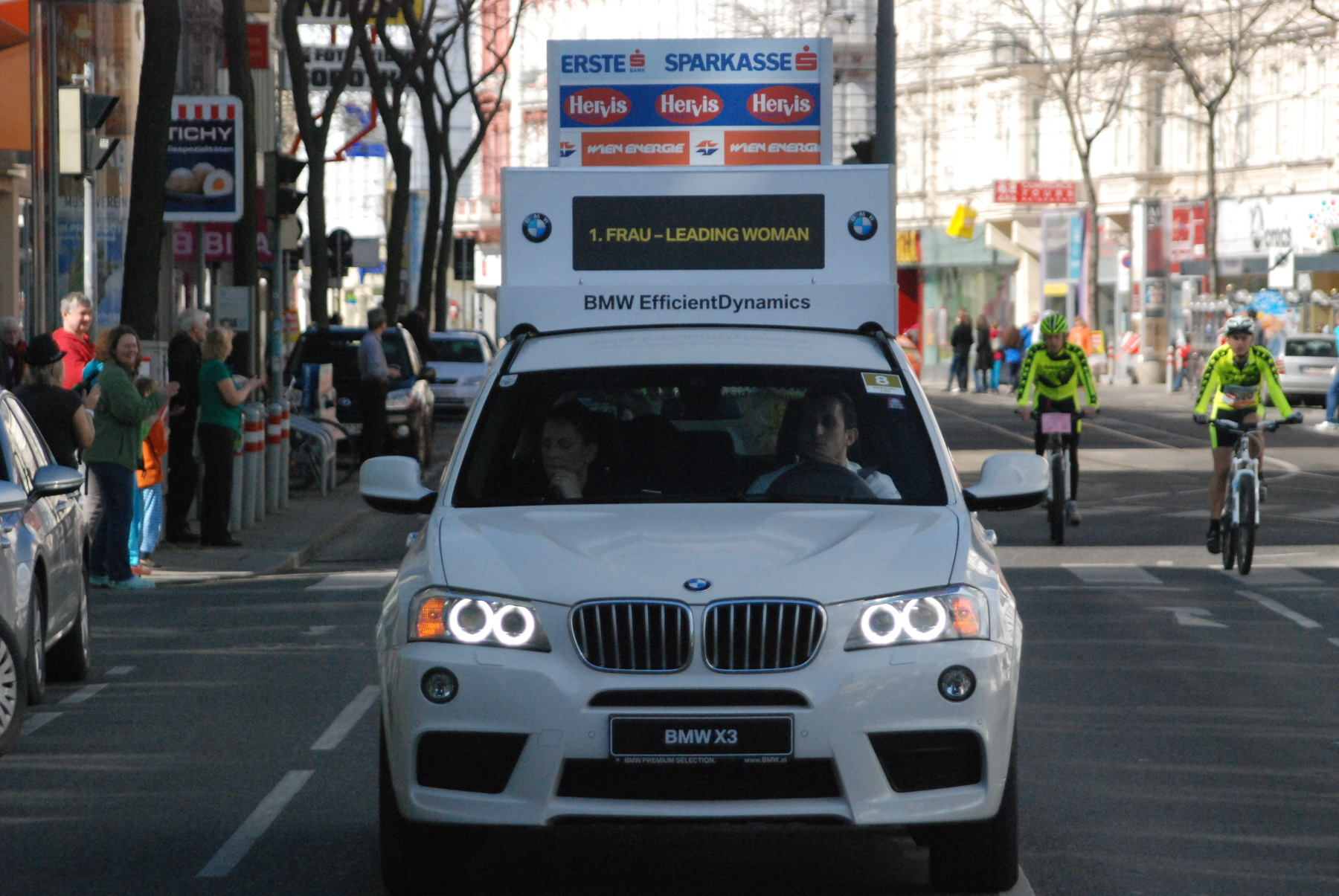
Frontale di una X3; notare gli stilemi tipici BMW come il doppio rene e i fari a "occhi d'angelo"

Rispetto al modello che va a sostituire, la X3 F25 si presenta con linee più moderne, più eleganti e meno rudi. Per esempio, saltano all'occhio particolari come l'assenza delle plastiche non verniciate, presenti invece nella precedente E83. Stilisticamente, quindi, la seconda generazione della X3 appare più vicina alla sorella maggiore, la X5, che nello stesso anno ha subito il restyling della sua seconda generazione, codificata come E70.
Il frontale appare più massiccio e dal look più deciso, merito dei grandi fari rettangolari e dal disegno più lineare. Più ricercato è il disegno dello scudo paraurti anteriore, che rende aggressiva la vista frontale. La vista laterale è quella che forse offre le più evidenti analogie con la X5, della quale la F25 sembra a questo punto proprio una versione rimpicciolita. La fiancata assume decisione grazie alla nervatura longitudinale che percorre il corpo vettura. Anche la coda, grazie ai gruppi ottici dal disegno "ad L", appare stilisticamente imparentata alla X5 E70. Con ciò, la casa bavarese non intende semplicemente "copiare" un modello già presente, quanto indicare che la X3 F25 è di fatto una vettura cresciuta, non solo nelle dimensioni, ma anche nei contenuti. La F25 è infatti leggermente più lunga e più larga, in maniera tale da distaccarsi maggiormente dalla più piccola X1, lanciata l'anno prima, ma anche in modo da puntare maggiormente alla X5.
Internamente, la F25 offre tutta una serie di equipaggiamenti volti ad incrementare la praticità di utilizzo, come il divanetto frazionabile nelle proporzioni 40-20-40. Molto capiente il bagagliaio, anche più della precedente X3, che già vantava numeri da record. In questo caso, la capienza è di 550 litri, ampliabile a ben 1.600 con l'abbattimento completo dello schienale posteriore.

### Struttura, meccanica e motorizzazioni

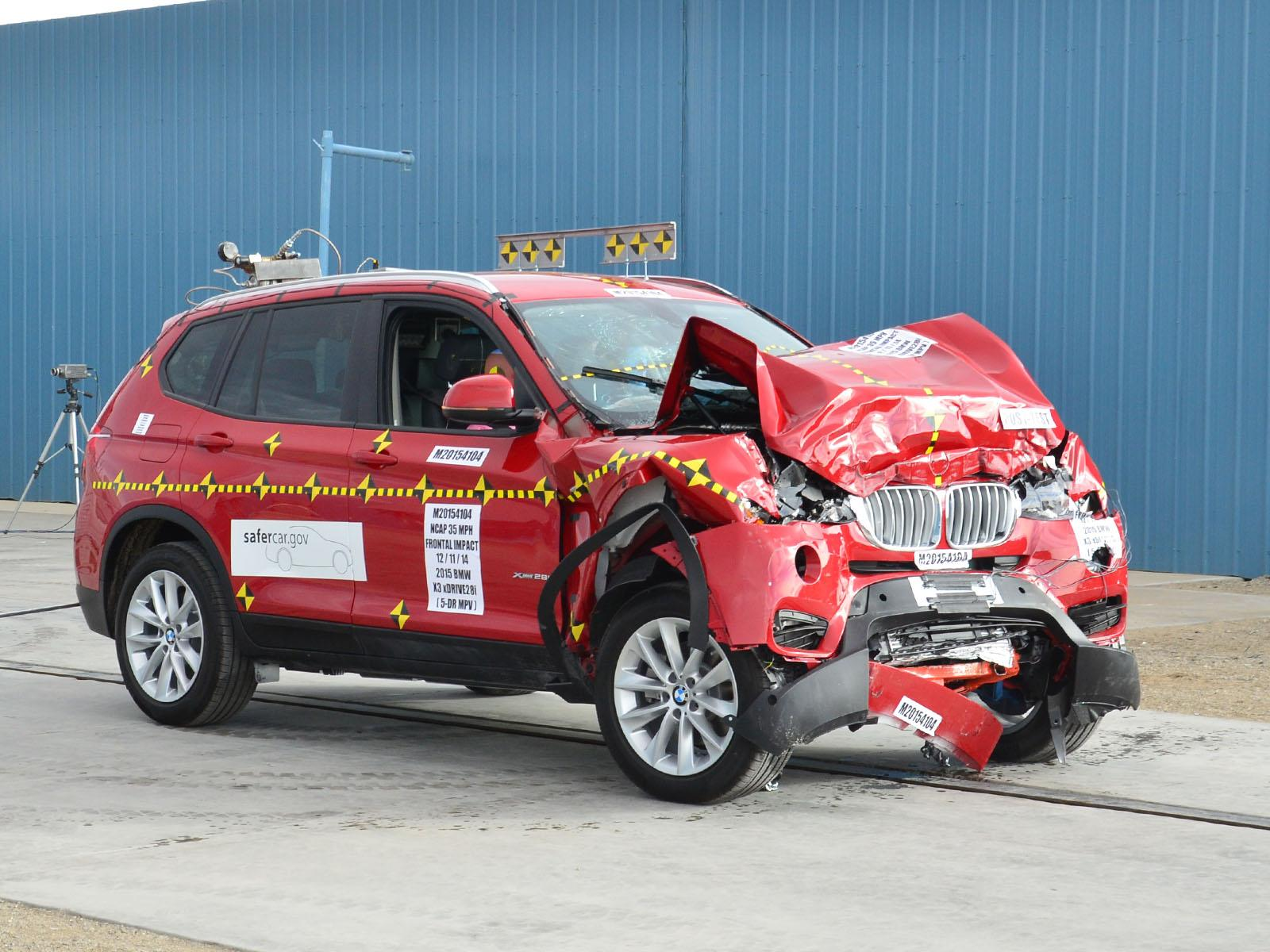
BMW X3 dopo essere stata sottoposta ai crash test.

La struttura della F25 prevede l'ormai immancabile (specie su vetture di tale blasone e fascia di mercato) carrozzeria a deformazione programmata, con paraurti ad assorbimento d'urto fino a 4 km/h e cofano motore che si solleva leggermente in caso di urto di un pedone, in modo da evitare conseguenze per il pedone stesso. Meccanicamente, la vettura propone alcune interessanti novità. Partendo dal pianale della Serie 3 E90, si ritrova l'ormai immancabile sistema di trazione integrale intelligente xDrive, che ripartisce la coppia motrice sull'uno o sull'altro asse a seconda delle necessità e delle condizioni di aderenza del fondo stradale. Ma la vera novità è rappresentata dall'inedito sistema di sospensioni, dove l'avantreno è a doppio snodo e braccio tirante, mentre il retrotreno è a cinque bracci.
L'impianto frenante è a dischi autoventilanti sulle quattro ruote, ed è ovviamente corredato di ABS.
Un'altra novità è rappresentata dallo sterzo, che monta un servocomando elettromeccanico, per la prima volta su un SUV BMW.
Al suo esordio, la X3 F25 è disponibile in due motorizzazioni, una a benzina ed una a gasolio:
- xDrive35i: motore da 3 litri, sovralimentato mediante un turbocompressore twin scroll ed in grado di erogare 306 CV di potenza massima;
- xDrive20d: motore da 2 litri, turbodiesel common rail, in grado di erogare fino 184 CV di potenza massima.

Entrambe le motorizzazioni montano sia un cambio automatico Steptronic ad 8 rapporti e sia un cambio manuale a 6 marce.
Nonostante la gamma iniziale abbastanza ristretta, è possibile già al debutto ordinare un'altra versione, anche se ancora non inserita nel listino ufficiale. Tale versione è la xDrive28i, equipaggiata con un 3 litri aspirato da 258 CV e dotata anch'essa del cambio automatico Steptronic ad 8 rapporti.

### Dotazioni ed optional
La X3 F25 è prevista al suo debutto in tre livelli di allestimento:
- base, riservata al solo motore 2 litri turbodiesel;
- Eletta e Futura, disponibili per entrambe le motorizzazioni.

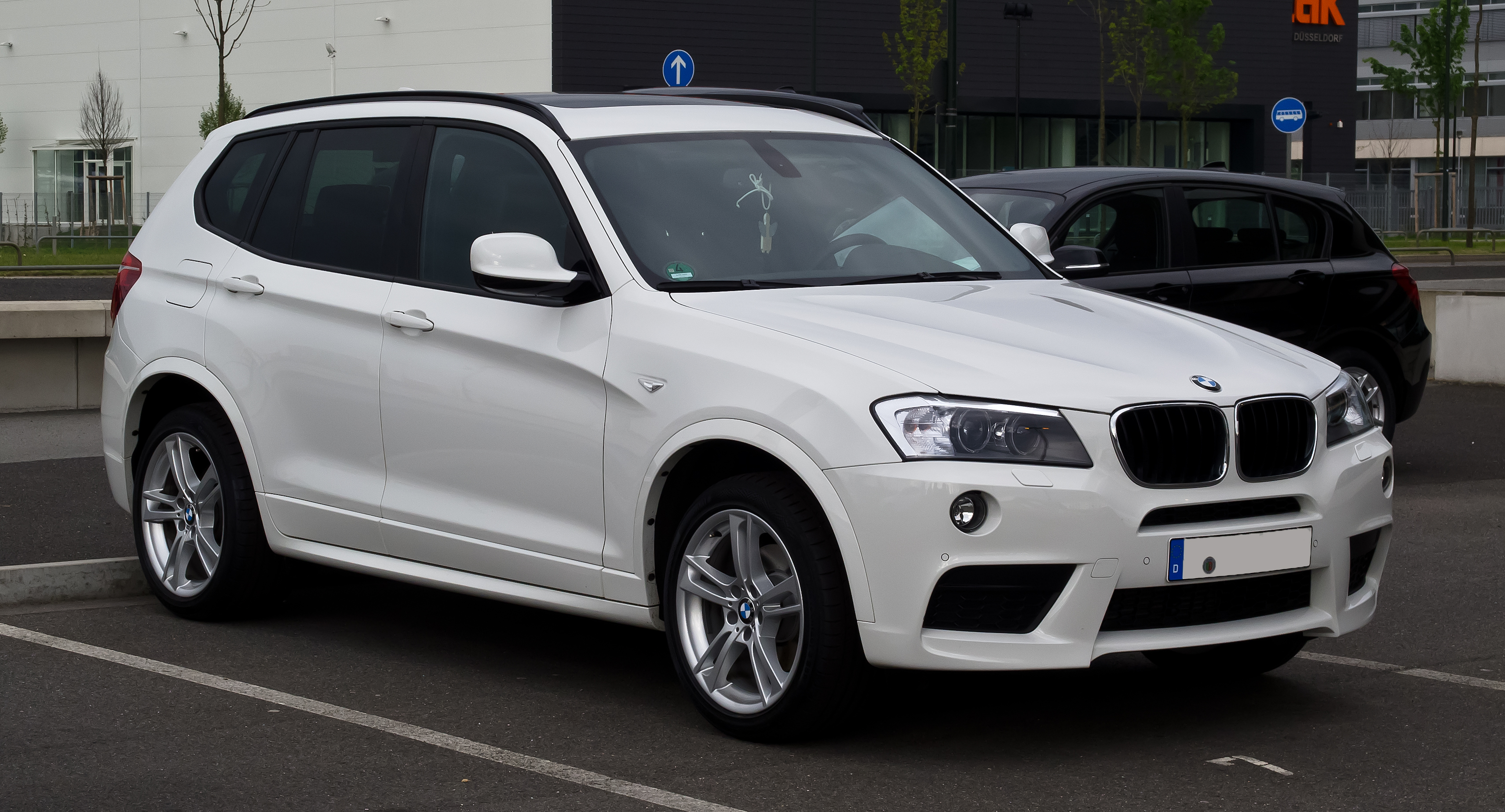
Una X3 F25 pre-restyling con allestimento sportivo MSport

La dotazione di serie comune a tutti i livelli di allestimento è molto ricca e prevede: doppio airbag frontale per guidatore e passeggero (con funzione di riconoscimento del sedile passeggero non occupato), airbag laterali per guidatore e passeggero, airbag per la testa anteriori e posteriori, chiusura centralizzata con antiavviamento, cinture a tre punti, DSC, poggiatesta attivi, spia foratura pneumatici, interni in tessuto, recupero dell'energia in frenata, dispositivo hill-holder (aiuta nelle partenze da fermo in salita), fendinebbia, retrovisori esterni riscaldabili e regolabili elettricamente, computer di bordo ed impianto hi-fi a 5 altoparlanti.
Le versioni più ricche, poi, vale a dire le due a benzina, sono equipaggiate di serie con pneumatici run-flat, cerchi in lega da 18 pollici, volante in pelle, climatizzatore bi-zona e regolatore di velocità. Tutta la gamma, tranne la xDrive28i, è provvista inoltre di dispositivo Start/Stop. La xDrive20d è l'unica a montare un climatizzatore monozona.
Molto ricca anche la lista optional, specialmente quella in comune all'intera gamma iniziale, e che prevede: cerchi in lega da 19 pollici, interni in pelle o in pelle/tessuto, inserti in radica di legno o in alluminio finemente lavorato, assetto sportivo, gancio di traino, parabrezza con fascia antiriflesso, Dynamic Damping Control (regola la rigidità degli ammortizzatori in base allo stile di guida), Dynamic Driving Control (consente un'ulteriore taratura degli ammortizzatori in base ai programmi "Normal", "Sport" e "Sport +", per la prima volta su di un SUV BMW), servosterzo a sensibilità variabile, head-up display, High-Beam assistant (dispositivo che regola automaticamente gli abbaglianti in caso di incrocio con un'altra vettura), sensori di parcheggio, telecamera posteriore, Adaptive Light Control (controllo del fascio luminoso in funzione della luminosità e con fascio orientabile durante le curve), fari allo xeno abbaglianti ed anabbaglianti, sedili regolabili elettricamente, sedili riscaldabili, sedili anteriori con supporto lombare, tetto panoramico in cristallo, antifurto, funzione TV, impianto hi-fi a 6, 12 o 16 altoparlanti, sistema iDrive, navigatore con display da 6.5 oppure 8 pollici, sistema viva voce per telefono.

## Evoluzione

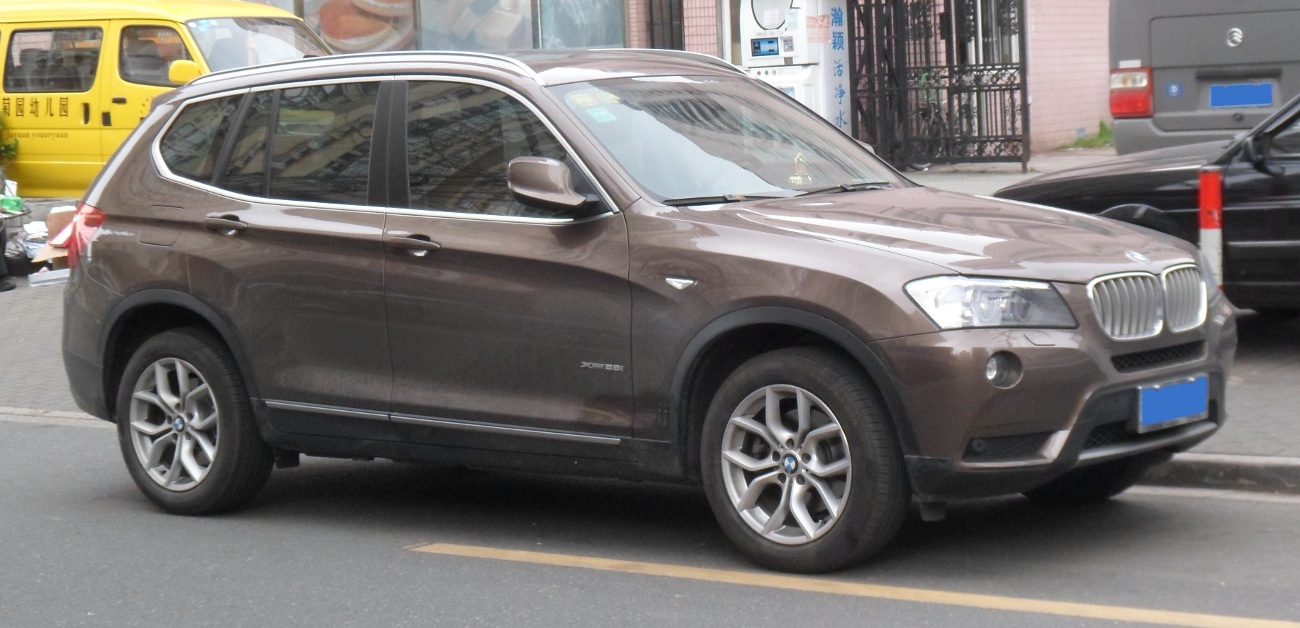
Vista laterale di una X3 F25

La seconda generazione dell'X3 viene quindi introdotta sul mercato dal mese di novembre del 2010. Un mese dopo, a dicembre, la gamma si amplia con l'arrivo della X3 xDrive28i, equipaggiata con un 3 litri a benzina aspirato della potenza di 258 CV.
Nel marzo del 2011, invece, si ha l'arrivo della X3 xDrive30d, che monta un 3 litri turbodiesel common rail derivato da quello da 245 CV utilizzato su molti altri modelli della casa dell'elica, ma che in questo caso è stato evoluto in modo da raggiungere una potenza di 258 CV a 4000 giri/min. Sei mesi dopo, al salone di Francoforte, è stata introdotta la gamma 2012 della seconda generazione della X3, gamma che comprende due novità: prima di tutto, alla base della gamma viene posta la nuova xDrive20i, spinta da un 2 litri turbo in grado di erogare fino a 184 CV di potenza massima; in secondo luogo, sul fronte diesel, si ha il lancio della xDrive35d, equipaggiata con una nuova evoluzione del 3 litri biturbodiesel common rail, fino a quel momento proposto su altri modelli BMW, e che in questo caso arriva ad erogare ben 313 CV di potenza massima. Tali novità sono state finora proposte solo per alcuni mercati, primo fra tutti quello tedesco, ma non per altri mercati, come per esempio quello italiano, dove invece arriva nel corso del 2012. In quest'anno, tra l'altro, vi sono state numerose altre novità nella gamma, primo fra tutti l'arrivo di un nuovo motore 2 litri turbo a benzina, della potenza di 245 CV. Tale motore andò a sostituire il precedente 3 litri a benzina aspirato da 258 CV. Nell'autunno del 2012 la gamma si amplia verso il basso con l'arrivo della X3 sDrive18d, spinta dal piccolo ma generoso motore N47 2 litri turbodiesel da 143 CV.

### Restyling 2014

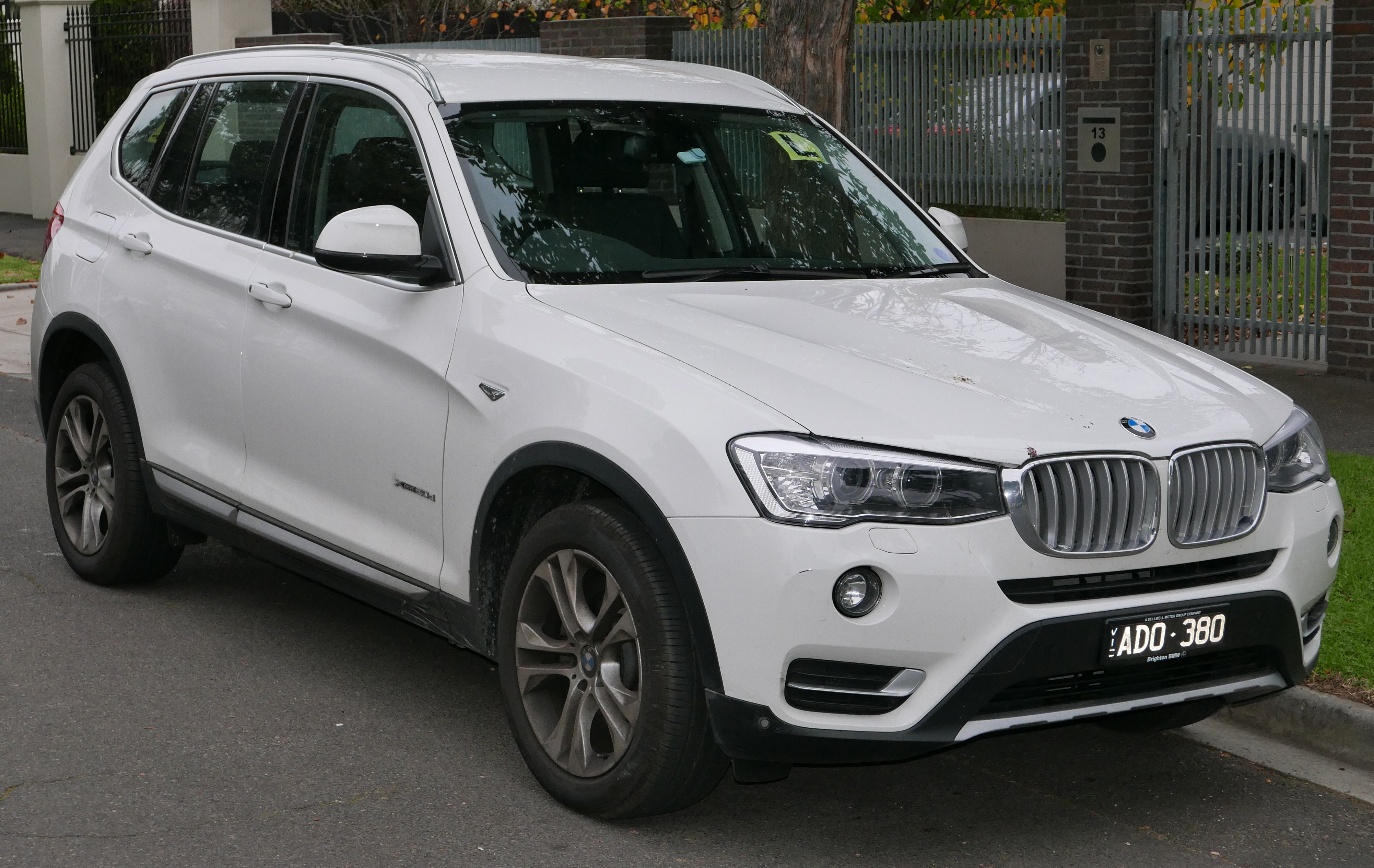
Il frontale della X3 F25 dopo il restyling del 2014

Dopo gli aggiornamenti del 2012 non vi sarebbero state altre novità per un anno e mezzo, e cioè fino alla primavera del 2014, quando la X3 è stata sottoposta al restyling di metà carriera, un aggiornamento che ha coinvolto sia la linea che il comparto meccanico. Esteticamente, si ha una rivisitazione del paraurti anteriore, dove le prese d'aria alle sue estremità diventano più grandi, mentre i fari si allungano a toccare la calandra centrale, in ossequio al nuovo stile inaugurato con il lancio, nel 2012, della sesta generazione della Serie 3. Anche i doppi proiettori circolari inseriti sotto le nuove parabole sono nuovi e a richiesta si possono ottenere con tecnologia a led. Dal canto suo, la calandra ha anch'essa un nuovo disegno, con cornice e listelli dotati di cromature più evidenti. Nell'abitacolo fa la sua comparsa il nuovo quadro strumenti con tecnologia Black Panel e nuovi rivestimenti per i sedili. Per quanto riguarda i motori, si hanno più novità: il 2 litri a benzina da 184 CV è ora abbinabile anche alla versione a trazione posteriore, sebbene solo con cambio automatico, mentre sul fronte dei diesel, le due versioni a 4 cilindri hanno visto l'arrivo di un nuovo motore caratterizzato da un leggero incremento di potenza, e passando così da 143 a 150 CV per la sDrive18d e da 184 a 190 CV per la xDrive20d. Più in generale, comunque, tutti i motori, anche quelli rimasti invariati dal punto di vista prestazionale, sono stati rivisitati in maniera tale da ottenere una leggera riduzione nei consumi e nelle emissioni nocive. La X3 aggiornata nella primavera del 2014 è stata presentata in anteprima al salone di Ginevra e la sua commercializzazione è stata avviata il mese seguente.
Un anno e mezzo dopo, alla fine del 2015 si è avuto un aggiornamento specifico per il mercato italiano, vale a dire una X3 xDrive30d con motore depotenziato a 249 CV. Tale motorizzazione, che va ad affiancare la normale variante da 258 CV senza però sostituirla, è stata pensata per ovviare al regime fiscale presente nel nostro Paese, che impone una sovrattassa per le autovetture con oltre 250 CV di potenza massima.
Il 26 giugno del 2017 è stata presentata presso lo stabilimento BMW di Spartanburg negli USA la terza generazione della X3, la cui presentazione è prevista per il salone di Francoforte dello stesso anno. Questo vuol dire che la carriera commerciale della X3 F25 si avvia rapidamente alla fine del corso dell'estate del 2017.

## Riepilogo caratteristiche
Di seguito vengono riportate le caratteristiche delle versioni previste per la gamma X3 F25 nei mercati europei:
| Modello | Motore             | Cilindrata cm³     | Alimentazione                               | Potenza CV/rpm     | Coppia Nm/rpm      | Cambio/ N°rapporti | Massa a vuoto (kg) | Velocità max       | Acceler. 0–100 km/h | Consumo (l/100 km) | Emissioni CO2 (g/km) | Anni di produzione |
| Versioni a benzina | Versioni a benzina | Versioni a benzina | Versioni a benzina                          | Versioni a benzina | Versioni a benzina | Versioni a benzina | Versioni a benzina | Versioni a benzina | Versioni a benzina  | Versioni a benzina | Versioni a benzina   | Versioni a benzina |
| --- | ------------------ | ------------------ | ------------------------------------------- | ------------------ | ------------------ | ------------------ | ------------------ | ------------------ | ------------------- | ------------------ | -------------------- | ------------------ |
| X3 sDrive20i | N20B20             | 1997               | I.e. diretta + turbocompressore twin scroll | 184/5000           | 270/ 1250-4500     | AS/8               | 1.680              | 210                | 8"2                 | 7                  | 163                  | 04/2014-04/2016    |
| X3 xDrive20i1 | N20B20             | 1997               | I.e. diretta + turbocompressore twin scroll | 184/5000           | 270/ 1250-4500     | M/6                | 1.770              | 210                | 8"3                 | 7.9                | 184                  | 09/2011-03/2014    |
| X3 xDrive20i1 | N20B20             | 1997               | I.e. diretta + turbocompressore twin scroll | 184/5000           | 270/ 1250-4500     | M/6                | 1.720              | 210                | 8"4                 | 7.7                | 180                  | 04/2014-08/2017    |
| X3 xDrive28i2 | N20B20             | 1997               | I.e. diretta + turbocompressore twin scroll | 245/5000           | 350/ 1250-4800     | AS/8               | 1.745              | 230                | 6"7                 | 7.6                | 175                  | 03/2012-03/2014    |
| X3 xDrive28i2 | N20B20             | 1997               | I.e. diretta + turbocompressore twin scroll | 245/5000           | 350/ 1250-4800     | AS/8               | 1.770              | 230                | 6"5                 | 7.3                | 169                  | 04/2012-08/20172   |
| X3 xDrive28i2 | N52B30             | 2996               | Iniezione elettronica indiretta             | 258/6600           | 310/ 2600-3000     | AS/8               | 1.745              | 230                | 6"9                 | 9                  | 210                  | 12/2010-02/2012    |
| X3 xDrive35i | N55B30             | 2979               | I.e. diretta + turbocompressore twin scroll | 306/5800           | 400/ 1200-5000     | AS/8               | 1.805              | 245                | 5"7                 | 8.8                | 204                  | 11/2010-03/2014    |
| X3 xDrive35i | N55B30             | 2979               | I.e. diretta + turbocompressore twin scroll | 306/5800           | 400/ 1200-5000     | AS/8               | 1.815              | 245                | 5"6                 | 8.4                | 193                  | 04/2014-08/2017    |
| Versioni diesel |                    |                    |                                             |                    |                    |                    |                    |                    |                     |                    |                      |                    |
| X3 sDrive18d | N47D20             | 1995               | Turbodiesel common rail                     | 143/4000           | 360/ 1750-2500     | M/63               | 1.660              | 195                | 9"9                 | 5.1                | 135                  | 10/2012-03/2014    |
| X3 sDrive18d | B47D20             | 1995               | Turbodiesel common rail                     | 150/4000           | 360/ 1500-2500     | M/63               | 1.680              | 195                | 9"5                 | 5                  | 131                  | 04/2014-08/2017    |
| X3 xDrive20d | N47D20             | 1995               | Turbodiesel common rail                     | 184/4000           | 380/ 1750-2750     | M/63               | 1.715              | 210                | 8"5                 | 5.6                | 149                  | 11/2010-03/2014    |
| X3 xDrive20d | B47D20             | 1995               | Turbodiesel common rail                     | 190/4000           | 400/ 1750-2500     | M/63               | 1.730              | 210                | 8"1                 | 5.4                | 143                  | 04/2014-08/2017    |
| X3 xDrive30d (249 CV)4 | N57D30O1           | 2993               | Turbodiesel common rail                     | 249/ -             | 560/ 1500-3000     | AS/8               | 1.820              | 230                | 6"3                 | 6                  | 156                  | 11/2015-08/20174   |
| X3 xDrive30d (258 CV) | N57D30O1           | 2993               | Turbodiesel common rail                     | 258/4000           | 560/ 2000-2750     | AS/8               | 1.820              | 232                | 5"9                 | 6                  | 159                  | 03/2011-03/2014    |
| X3 xDrive30d (258 CV) | N57D30O1           | 2993               | Turbodiesel common rail                     | 258/4000           | 560/ 2000-2750     | AS/8               | 1.820              | 232                | 5"9                 | 5.9                | 156                  | 04/2014-08/2017    |
| X3 xDrive35d1 | N57D30TOP          | 2993               | Bi-Turbodiesel common rail                  | 313/4400           | 630/ 1500-2500     | AS/8               | 1.850              | 244                | 5"8                 | 6.1                | 162                  | 09/2011-03/20141   |
| X3 xDrive35d1 | N57D30TOP          | 2993               | Bi-Turbodiesel common rail                  | 313/4400           | 630/ 1500-2500     | AS/8               | 1.860              | 245                | 5"3                 | 6                  | 157                  | 04/2014-08/2017    |
| Note: 1A partire dal 2012 per il mercato italiano 2Dal mese di aprile 2016, non più per il mercato italiano 3A richiesta, automatico Steptronic ad 8 rapporti 4Solo per il mercato italiano |                    |                    |                                             |                    |                    |                    |                    |                    |                     |                    |                      |                    |